# موراي بوتشان
موراي بوتشان (بالإنجليزية: Murray Buchan)‏ هو متزحلق حر بريطاني، ولد في 2 ديسمبر 1991 في إدنبرة في المملكة المتحدة.

## وصلات خارجية
- موراي بوتشان على موقع أوليمبيديا (الإنجليزية)
- موراي بوتشان على موقع اللجنة الأولمبية البريطانية (الإنجليزية)